# ウルア (潜水艦)

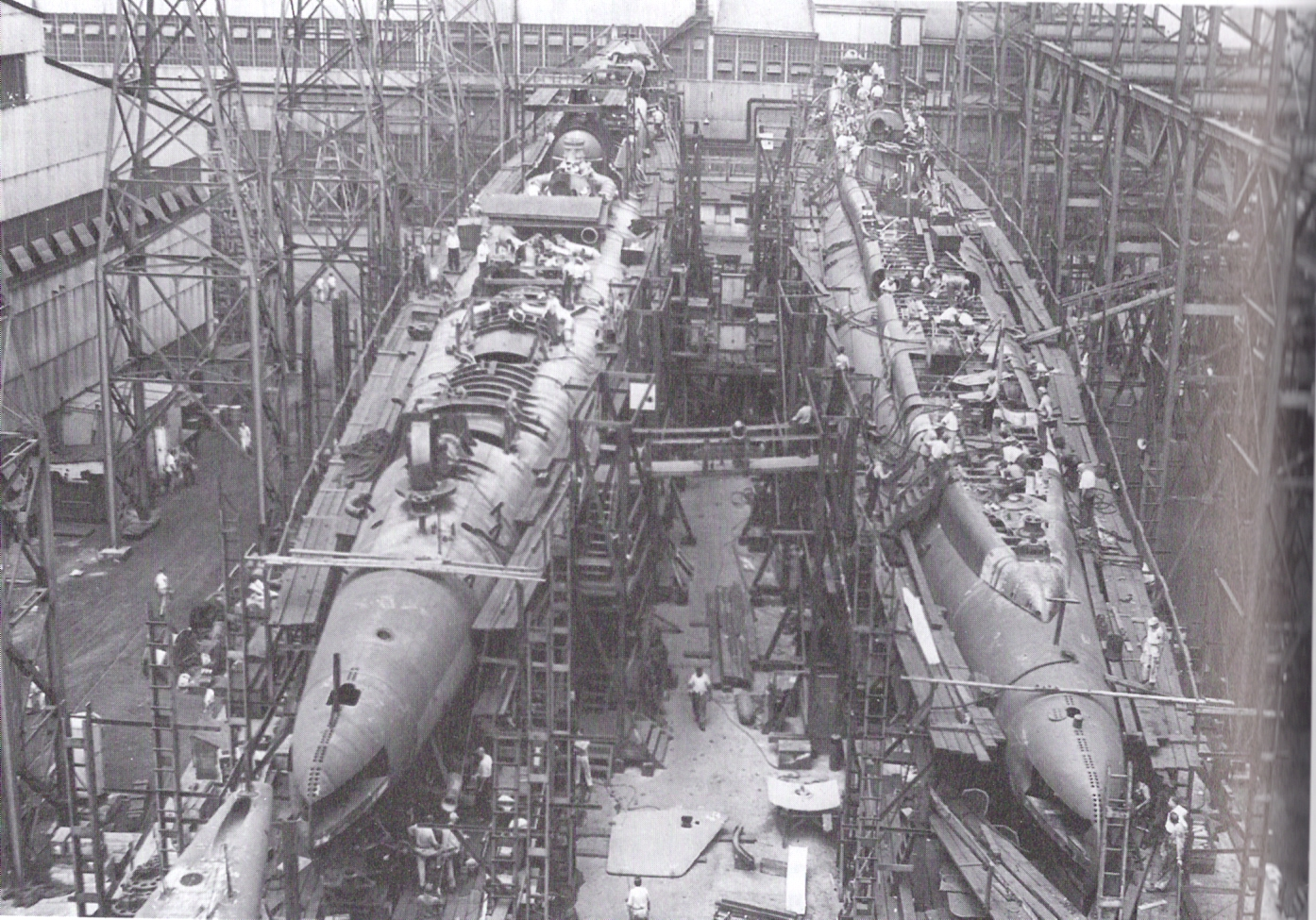

ウルア (USS Ulua, SS-428) は、アメリカ海軍の潜水艦。バラオ級潜水艦の一隻。艦名はハワイ語で「アジ」を意味し、ハワイ諸島近海に生息するアジ科の総称に因んで命名された。
ウルアは1943年11月13日にペンシルベニア州フィラデルフィアのクランプ造船所で起工した。しかしながら戦局の推移に伴い海軍の艦艇建造計画は削減され、1945年8月12日に建造は保留された。船体はその後1946年4月23日に進水し、メイン州キタリーのポーツマス海軍工廠に牽引、試験用船体として使用されるためのメンテナンスが行われた。1951年にバージニア州ノーフォークに牽引され、新型兵器および船体設計のための研究データを集めるための試験が行われた。ウルアの海軍での任務は終了し、1958年6月12日に除籍された。船体は1958年9月30日にスクラップとしてポーツマス・サルベージ社に売却された。